# اندونی لوپز
اندونی لوپز (انگلیسی: Andoni López؛ زادهٔ ۵ آوریل ۱۹۹۶) بازیکن فوتبال اهل اسپانیا است.
از باشگاه‌هایی که در آن بازی کرده‌است می‌توان به باشگاه فوتبال الچه، باشگاه فوتبال اتلتیک بیلبائو، باشگاه فوتبال اتلتیک بیلبائو بی، و باشگاه فوتبال آلمریا اشاره کرد.